# Chepén (distrito)
Chepén é um distrito do Peru, departamento de La Libertad, localizada na província de Chepén.

## Transporte
O distrito de Chepén é servido pela seguinte rodovia:
- PE-8, que liga o distrito de Guadalupe à cidade de Cajamarca (Região de Cajamarca}
- PE-1N, que liga o distrito de Aguas Verdes (Região de Tumbes) - Ponte Huaquillas/Aguas Verdes (Fronteira Equador-Peru) - e a rodovia equatoriana E50 - à cidade de Lima (Província de Lima)
- LI-100, que liga o distrito à divisa com a Região de Cajamarca [1][2][3]